# Карри, Майкл
Майкл Брюс Карри (англ. Michael Bruce Curry; род. 13 марта 1953, Чикаго, США) — американский англиканский теолог и епископ, 27-й предстоятель Епископальной церкви (2015 — 2024).
Он стал первым афроамериканцем, занявшим пост председательствующего епископа Епископальной церкви.

## Биография
Карри родился в Мэйвуде, штат Иллинойс, пригороде к западу от Чикаго. Его дед и прадед были баптистскими пасторами. Его родителями были Дороти и преподобный Кеннет Карри, которые тоже были баптистами (ЮБК), но стали членами Епископальной церкви, когда им не разрешили пить из той же чаши, что и белым в расово сегрегированном Огайо. Его мать умерла, когда он был молод; его воспитали отец и бабушка.
Карри учился в государственных школах в Буффало,Нью-Йорк. Он с отличием окончил Хобарт-колледж в Женеве, штат Нью-Йорк, в 1975 году. Затем в 1978 году он получил степень магистра богословия в Йельской школе богословия, проходил стажировку в Принстонской теологической семинарии.

### Начало служения
Карри был рукоположен на дьякона в соборе Святого Павла в Буффало, штат Нью-Йорк в июне 1978 года. Первоначально он служил ответственным дьяконом, а затем настоятелем Епископальной церкви (1978—1982) в Уинстон-Сейлеме, Северная Каролина; затем в качестве настоятеля Епископальной церкви в Линкольн-Хайтс, штат Огайо (1982—1988), настоятелем Епископальной церкви в Балтиморе, штат Мэриленд (1988—2000).
Карри был избран одиннадцатым епископом Епископальной епархии Северной Каролины 11 февраля 2000 года. Когда он был рукоположен в часовне Дьюка в Дареме 17 июня 2000 года, он стал первым афроамериканским епархиальным епископом Епископальной церкви на юге Америки. На протяжении всего своего служения в Северной Каролине Карри также активно занимался вопросами социальной справедливости, высказываясь по поводу иммиграционной политики и равенства в браке.

### Служение в качестве председательствующего епископа
Карри был избран председательным епископом Епископальной церкви на заседании Палаты епископов в первом туре голосования, набрав 121 из 174 поданных голосов 1 ноября 2015 года в Вашингтонском кафедральном соборе.

Карри заявил: 
... Наша задача как сотрудников — служить Епископальной Церкви таким образом, чтобы она могла служить миру во Имя и в Духе Иисуса Христа. Поэтому мы все призваны стремиться и придерживаться самых высоких стандартов личного и профессионального поведения, воплощающих любовь Бога и отражающих учение и путь Иисуса.
В октябре 2016 года Карри представлял Англиканскую общину в составе делегации англиканских предстоятелей в Ватикане во главе с архиепископом Кентерберийским. Присутствие Карри в Риме подверглось критике со стороны Николаса Око, архиепископа Нигерии и председателя традиционалистской группы Global Anglican Future Conference (GAFCON) из-за поддержки Епископальной церкви, и в том числе, Карри, равенства и защиты прав ЛГБТ в церквях.
В 2017 и 2018 годах Карри запустил серию возрождений, «которые обещают пробудить и обновить сердца для Иисуса, подготовить членов епископальной церкви к роли евангелистов и приветствовать людей, которые не являются частью церкви, присоединиться к Движению Иисуса». Планировалось, что возрождения будут включать многодневные публичные мероприятия в епископальных епархиях Питтсбурга, Западного Миссури, Джорджии, Сан-Хоакина и Гондураса. Ожидалось, что кульминацией сериала станет «совместная евангелизационная миссия» с англиканской церковью в июле 2018 года.
1 ноября 2024 года Карри ушёл с поста главы Епископальной церкви, а его место занял епископ Шон Роу. 

## Публичная деятельность
Карри по приглашению проповедовал на свадьбе принца Гарри и герцогине Меган в 2018 году. Свадьба состоялась 19 мая 2018 года в часовне Святого Георгия Виндзорского замка в Англии. 14-минутная проповедь Карри вызвала множество комментариев. В проповеди подчеркивался искупительный потенциал любви и использовался огонь как метафора его силы и значения.
1 сентября 2018 года епископ Карри провел государственные похороны сенатора Джона Маккейна. Вскоре после этого Карри возглавил похороны Джорджа Буша-старшего в Вашингтонском национальном соборе 5 декабря 2018 года. Менее чем через неделю он выступил с речью, напоминающей проповедь, в программе «Дух Аполлона», организованной Национальным музеем авиации и космонавтики. Программа проводилась в Вашингтонском национальном соборе и была посвящена 50-летию миссии Аполлона-8 на Луну.

## Личная жизнь

### Семья
У Карри и его жены Шэрон (урожденной Клемент) две взрослые дочери.

### Взгляды

#### Права ЛГБТ
В январе 2016 года предстоятели англиканской общины собрались в Кентерберийском соборе, материнской церкви мирового англиканского сообщества, по приглашению Джастина Уэлби, архиепископа Кентерберийского. Это была первая подобная встреча, на которой присутствовал Карри в качестве председательствующего епископа, где разговаривали о сексуальности человека и одобрение Епископальной церковью в июле 2015 года обрядов однополых браков.

После санкций Карри продолжил публичную поддержку однополых браков, заявив: 
Наше стремление быть инклюзивной церковью основано не на социальной теории или капитуляции перед традициями культуры, а на нашей вере в то, что протянутые руки Иисуса на кресте являются знаком самой любви Бога, обращенной ко всем нам. . Хотя я понимаю, что многие с нами не согласны, наше решение относительно брака основано на вере в то, что слова апостола Павла, обращенные к галатам, верны для сегодняшней церкви: «Все, крестившиеся во Христа, облеклись во Христа». Нет больше еврея или язычника, раба или свободного, мужчины или женщины, ибо все едины во Христе. Для многих из тех, кто решил следовать за Иисусом путем любви и быть церковью, живущей этой любовью, это решение принесет настоящую боль. Для соучеников Иисуса в нашей церкви, геев или лесбиянок, это принесет еще больше боли. Для многих, кто чувствовал себя и был отвергнут церковью из-за того, кем они являются, для многих, кто чувствовал и был отвергнут семьями и общинами, наша церковь, открывающаяся в любви, была знаком надежды. И это добавит боли к боли.
В рамках заключительного коммюнике собрания англиканские предстоятели объявили, что архиепископ Кентерберийский назначит «рабочую группу», целью которой будет преодоление раскола и восстановление взаимного доверия среди глубоких разногласий. В мае 2016 года архиепископ Кентерберийский назвал Карри одним из 10 членов этой «рабочей группы».